# Краузе, Готтлиб Адольф
Готтлиб Адольф Краузе (нем. Gottlob Adolf Krause; 5 января 1850, Мейсен — 19 февраля 1938, Цюрих) — путешественник по Африке, африканист, автор термина «языки ква».
В 1869 году Краузе принял участие в экспедиции Александрины Тинне во внутреннюю Африку; в конце 1870-х посетил горную страну Ахаггар и государство Сокото. 
В 1884 году отправился на берег Верхней Гвинеи, посетил земли между Лагосом и Нигером, затем прошёл от Аккры на Золотом берегу (ныне — Гана) к северу до северного изгиба Нигера. Самый северный пункт, которого достиг Краузе, была Бандиагара. В 1888 году вернулся в Европу. 
Напечатал: «Ein Beitrag zur Kenntniss d. fulischen Sprache in Afrika» и «Proben der Sprache von Ghat in der Sahara», в «Mitteilungen der Riebeckschen Nigerexpedition» (Лпц., 1884).